# 아스파탐
아스파탐(영어: aspartame, APM)은 합성 감미료의 일종인 아스파틸-페닐알라닌-1-메틸 에스터(Aspartyl-phenylalanine-1-methyl ester)의 이름으로, 일반 설탕인 자당의 약 200배의 단맛을 낸다. 대표적인 아미노산계 합성 감미료이자 설탕의 대용품으로 음식과 음료에서 사용 폭이 매우 넓다.
공업적으로 생산할 때는 주로 아미노산인 아스파르트산(아스파라긴산, aspartic acid)과 방향족 아미노산인 페닐알라닌, 그리고 메탄올을 4:5:1의 비율로 섞어 만든다.
고감미 감미료 중 설탕과 가장 비슷한 맛이 날뿐 아니라 설탕의 200분의 1 정도만 사용하면 되기 때문에, 많은 식품에 설탕 대용의 저칼로리 감미료로 쓰이고 있다. 특히, 다이어트 콜라와 같은 저가당 식품에 많이 쓰인다.

## 특이점
아스파탐의 성분 중에는 페닐알라닌이 있기 때문에, 페닐케톤뇨증 환자가 섭취할 경우 유해할 수 있다. 또한, 아스파탐의 광학이성질체의 경우 쓴맛을 낸다..

### 메탄올
아스파탐의 약 10%(질량비)는 소장에서 메탄올로 분해된다. 이것은 대부분 흡수되어 포름알데하이드로 바뀐다. 과학실에서 생물표본을 방부제로 처리하여 보관하는데 이때 사용하는것이 포름알데하이드를 물에 녹인 수용액인 포르말린이다. 아주 독성이 강해서 포르말린용액병이 깨져서 수업하던 학생들이 응급실로 실려간 사건도 있다. 2022년8월26일 제주대학교 자연과학대학 실험실에서 독성 화학물질인 포르말린이 유출돼 9명이 병원으로 이송되는 사고가 발생했다.
메탄올과 에탄올은 이름은 비슷하지만 많은 차이가 난다.
에탄올은 술로도 마실수 있는 비교적 안전한 유기화합물이지만 메탄올은 공업용으로 소량이라도 섭취할 경우 시신경을 손상해 실명을 초래할 수 있고 피부에 닿기만 해도 경피 흡수가 이루어지는 독성을 갖고 있다. 성상이나 냄새는 매우 유사한 성질을 갖고 있지만 위험성에 있어서는 차이가 극명하다. 예전 교도소같은 곳에서 몰래 술을제조하는데 메탄올을 사용하여 만들어 마시다 사고가 생기는 일이 많았다.

## 논란
1974년 미국 FDA 승인 이래로 아스파탐의 안전성은 논란이 있어왔다.
아스파탐은 세계 90개 나라 이상에서 사람이 섭취하는 것이 안전하다고 밝혀졌다. 또한 FDA는 아스파탐을 "FDA에서 허가했던 식품첨가물 사이에서 가장 철저히 시험받고 연구된 것 중 하나"라고 말하며 그것의 안전성을 "명확한 통과"라고 밝혔다. 하지만 아스파탐은 여러 가지 논란, 사기 및 건강에 대한 공포의 주제가 되어왔다.
현존하는 과학적인 근거 능력은 아스파탐이 영양 수준이 아닌 감미료로써 사용되는 수준에서는 안전하다는 것을 나타낸다. 아스파탐이 처음 허가된 후 수십년간 여러 규제 기관에서 시행된 검토가 아스파탐의 계속적인 사용 가능성을 지지한다.
2023년,세계보건기구가 아스파탐을 발암가능성이 있는 물질분류인 2B군에 추가할 것이라는 보도가 나오며 아스파탐의 안전성에 대한 논란이 다시 불거졌다.

## 같이 보기
- 아스파탐 논란